# Ameloblast

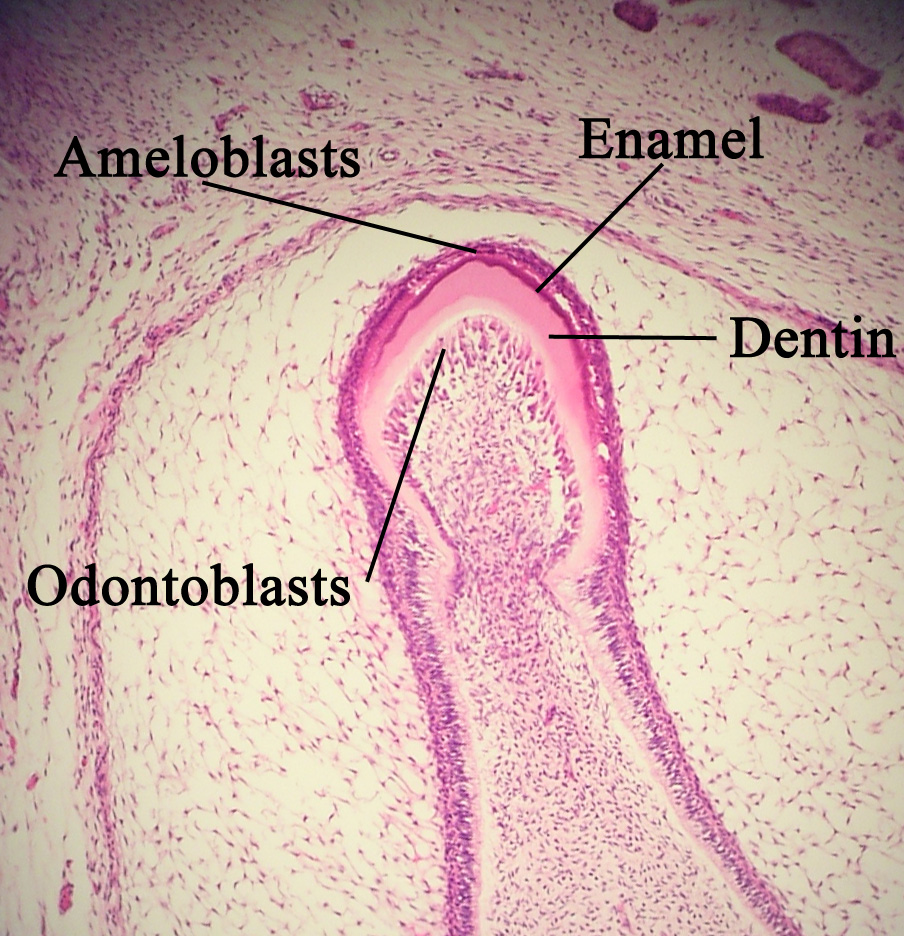
Een tand in ontwikkeling met odontoblasten gemarkeerd.

De ameloblasten  of  adamantoblasten  zijn  cellen die het glazuur van de tand vormen (buitenste laag van de tandkroon).
De ameloblasten scheiden bepaalde proteïnes (ameloblastin, enamelin, tuftelin) af die mineraliseren en zo het glazuur vormen. Het glazuur is de hardste substantie van het menselijke lichaam. Elke ameloblast is ongeveer 4 micrometer in diameter en 40 micrometer lang en heeft een hexagonale dwarsdoorsnede.
Ameloblasten ontstaan uit weefsel van ectodermische oorsprong. De epitheelcellen die contact hebben met het dentine dat reeds gevormd is tijdens de tandontwikkeling, ondergaan een differentiatie tot ameloblasten. Deze leggen glazuur neer tegen het dentine en worden geleidelijk naar de oppervlakte geduwd naarmate deze glazuurlaag toeneemt.
Men denkt dat de ameloblasten nadat de kroon volledig ontwikkeld is apoptose ondergaan, dit in contrast met de odontoblasten die het hele leven van de tand metabolisch actief blijven.